# Tough Guys
Tough guys (Otra ciudad, otra ley en España y Dos tipos duros en Hispanoamérica) es una comedia cinematográfica de 1986 que fue dirigida por Jeff Kanew y protagonizada por Burt Lancaster y Kirk Douglas.

## Argumento
Dos ladrones, Archie Long y Harry Doyle, fueron encarcelados en 1956 por el asalto a un tren. Tras cumplir 30 años de condena son liberados. En libertad, los dos viejos delincuentes se dan cuenta de que aún tienen fuerzas para seguir con su antigua vida cuando son capaces de frustrar un atraco al banco en el que han ido a cobrar sus cheques del centro penitenciario. Además, Archie y Harry se sienten frustrados cuando descubren que nada de lo que se encuentran al salir de la cárcel se parece a lo que una vez fue tres décadas atrás. Así, incapaces de adaptarse a la nueva vida que tienen y con la excitación de volver a hacer lo que mejor saben, deciden asaltar el mismo tren por cuyo robo fueron encerrados.

## Reparto
| Actor            | Papel          |
| ---------------- | -------------- |
| Burt Lancaster   | Harry Doyle    |
| Kirk Douglas     | Archie Long    |
| Charles Durning  | Deke Yablonski |
| Alexis Smith     | Belle          |
| Dana Carvey      | Richie Evans   |
| Darlanne Fluegel | Skye           |
| Eli Wallach      | Leon B. Little |

## Producción
A principios de la década de 1980, Lancaster y Douglas hicieron una aparición conjunta muy divertida en una transmisión de los Oscar y bromearon sobre estar más allá de sus años. Eso inspiró a los guionistas emergentes James Orr y Jim Criuckshank a comenzar a considerar la posibilidad de emparejar a ambos actores por primera vez desde 1963. A ambos actores les entusiasmó el proyecto y por ello dio luz verde a la película.
Al principio Ernest Borgnine fue considerado originalmente para hacer a Yablonski, pero al final el papel lo recibió Charles Durning. También cabe destacar que Jim Carrey audicionó para el papel de Richie Evans, que al final recibió Dana Carvey.

## Recepción
La película no fue un éxito de taquilla.
En el presente, la producción cinematográfica ha sido valorada en portales cinematográficos. En IMDb, por ejemplo, con aproximadamente 7600 votos registrados, el filme obtiene una media ponderada de 6,2 sobre 10.